# Peucetia transvaalica
Peucetia transvaalica är en spindelart som beskrevs av Simon 1896. Peucetia transvaalica ingår i släktet Peucetia och familjen lospindlar. Inga underarter finns listade i Catalogue of Life.